# Barce (artillerie)
Pour les articles homonymes, voir Barce.
Un barce était une sorte de canon, généralement en fonte, qui était autrefois très utilisés sur mer.
Ils ressemblaient aux faucons et fauconneaux, tout en étant plus courts et plus renforcés en métal, avec un calibre plus grand.